# Europejskie Towarzystwo dla Chemicznej Przeróbki Wypalonego Paliwa Jądrowego
Europejskie Towarzystwo dla Chemicznej Przeróbki Wypalonego Paliwa Jądrowego (ang. European Company  for the Chemical Processing of Irradiated Fuel, EUROCHEMIC) – powstałe w 1959, pod auspicjami Europejskiej Agencji Energii Jądrowej, wielonarodowe przedsiębiorstwo powstałe w celu składowania i przeróbki wypalonego paliwa jądrowego. Do 1965 zajmowało się jedynie przechowywaniem paliwa, a od tego czasu również jego przeróbką. Firma i jej zakłady były jednym z pierwszych przykładów udanej współpracy wielonarodowej w Europie po II wojnie światowej.
Spółka została operatorem pilotażowego, europejskiego składowiska i zakładu przetwarzania wypalonego paliwa jądrowego. W dniu 7 lipca 1960 ówczesny książę Belgii Albert, wkopał kamień węgielny pod budowę zakład w Dessel. Dokładnie 6 lat później, 7 lipca 1966, jego ojciec, król Baldwin I Koburg, uroczyście otworzył zakład w Dessel. Koszt budowy wyniósł 35,75 mln USD. Zakład zakończył działalność w 1974. W 1976 firmę przejął rząd Belgii. W 1989 rozpoczął się demontaż zakładów, który trwał do 2012.
Firma została powołana przez 10 krajów (wg kolejności ratyfikacji przystąpienia: Szwajcaria, Francja, Niemcy, Norwegia, Belgia, Austria, Holandia, Niemcy, Turcja, Portugalia) w dniu 28 lipca 1959. W styczniu 1960 dołączyły jeszcze Szwecja i Włochy. Udziałowcami zostało jeszcze wiele przedsiębiorstw branży jądrowej z krajów członkowskich.